# 福岡県道291号野間須恵線
福岡県291号野間須恵線（ふくおかけんどう291ごう のますえせん）は、福岡県遠賀郡岡垣町から宗像市に至る一般県道である。

## 概要
遠賀郡岡垣町東高倉1丁目から宗像市須恵1丁目に至る。
全区間片側1車線。遠賀郡岡垣町から宗像市中心部（赤間地区）へのメインルートで、国道3号の混雑を避けて当線を経由する車両も多い。ただし遠賀郡岡垣町と宗像市の境界にある地蔵峠は急勾配・急カーブが連続しており、冬期間はスリップ事故に注意が必要。

### 路線データ
- 起点：遠賀郡岡垣町東高倉1丁目（東高倉交差点、福岡県道288号原海老津線交点）
- 終点：宗像市須恵1丁目（須恵橋交差点、福岡県道69号宗像玄海線交点）

## 路線状況

### 道路施設

#### 橋梁
- さるた橋（遠賀郡岡垣町）
- 岩ケ鼻橋（汐入川、遠賀郡岡垣町）
- 大山口橋（汐入川、遠賀郡岡垣町）
- 水上橋（宗像市）
- 畑橋（山田川、宗像市）

## 地理

### 通過する自治体
- 遠賀郡岡垣町
- 宗像市

### 交差する道路
| 交差する道路            | 市町村名 | 市町村名 | 交差する場所 | 交差する場所        |
| ----------------------- | -------- | -------- | ------------ | ------------------- |
| 福岡県道288号原海老津線 | 遠賀郡   | 岡垣町   | 東高倉1丁目  | 東高倉交差点 / 起点 |
| 福岡県道75号若宮玄海線  | 宗像市   | 宗像市   | 山田         | 山田交差点          |
| 福岡県道69号宗像玄海線  | 宗像市   | 宗像市   | 須恵1丁目    | 須恵橋交差点 / 終点 |

### 沿線
- 宗像ホタルの里公園

### 峠
- 地蔵峠（遠賀郡岡垣町 - 宗像市）